# Eucyclops leptacanthus
Eucyclops leptacanthus – gatunek widłonoga z rodziny Cyclopidae, nazwa naukowa gatunku została po raz pierwszy opublikowana w 1956 roku przez niemieckiego zoologa Friedricha Kiefera.